# Eva Humburg
Eva Humburg (geb. Tannenhauer; * 12. Oktober 1920 in Chemnitz; † 15. Juni 2018 in Gotha) war eine deutsche Textildesignerin.

## Leben und Werk
Der Vater Eva Tannenhauers, Kurt Tannenhauer (1890–1971), war der Inhaber der großen und bedeutenden Weberei Kurt Tannenhauer – Möbel- und Dekorationsstoffe in Braunsdorf. Ihre 1898 geborene Mutter Gretel, geb. Katz, galt den Nazis als „Halbjüdin“. Sie starb 1943. Eva absolvierte bis 1940 eine kaufmännische Lehre und machte anschließend im Betrieb ihres Vaters eine Lehrausbildung zur Handweberin. Von 1941 bis 1943 studierte sie in Chemnitz an der Höheren Fachschule für Textilindustrie im Fach Textilflächenkunst und Gewebegestaltung. Bereits nach zwei Semestern erhielt sie dort einen Lehrauftrag für Gewebegestaltung. Von 1943 bis 1947 arbeitete sie als Handweberin. Daneben machte sie an der Fachschule für Textilindustrie in Glauchau eine Weiterbildung in Hand- und Dreherweberei, die sie mit der Gesellenprüfung für das Weberhandwerk abschloss. 1944 bewarb sie sich für ein Studium an der Reichshochschule für angewandte Kunst in Wien. Sie bestand die Aufnahmeprüfung, jedoch kam das Studium wegen der kriegsbedingten Einstellung des Schulbetriebs nicht zustande.
Eva Tannenhauer heiratete Siegfried Humburg, wurde Mutter und pausierte bis 1955 zur Kinderbetreuung. Dann arbeitete sie bis 1990 als Hausdesignerin im väterlichen Betrieb. Dieser wurde 1961 zwangsweise in ein halbstaatliches Unternehmen umgewandelt und firmierte als Kurt Tannenhauer KG. Eva Humburg wurde als Kommanditistin mit Gesellschaftsanteilen abgefunden. 1972 ging der Betrieb gänzlich in Volkseigentum über. Er hieß nun VEB Raumtextilien Braunsdorf und war dann ab 1982 bis zur Liquidierung nach der deutschen Wiedervereinigung 1990 ein Betriebsteil des VEB Wohnraumtex Hohenstein-Ernstthal.
Eva Humburg gestaltete, in enger Zusammenarbeit mit Sigrid Kölbel vom Institut für Architektur und Innengestaltung der Hochschule für Architektur und Bauwesen Weimar, sämtliche Möbel- und Dekorationsstoff-Kollektionen des Betriebs. Die Stoffe zeichneten sich durch klassisches, zeitloses Design aus und standen unter dem Einfluss des Bauhauses und nordischen Designs. Eva Humburg ließ sich als ambitionierte Gärtnerin bei ihren Entwürfen von der Schlichtheit und Anmut heimischer Blumen und Pflanzen inspirieren.
Seit 1956 wurden von ihr entworfene Muster und Stoffe auf vielen namhaften nationalen und internationalen Ausstellung gezeigt, u. a. auch 1962/1963, 1967/1968, 1977/1978 und 1982/1983 auf der Fünften und VI. Deutsche Kunstausstellung und der VIII. und IX. Kunstausstellung der DDR in Dresden. Einige wurden international ausgezeichnet und gelten als Klassiker.
In den 1970er Jahren war Eva Humburg maßgeblich an der von den Kunstsammlungen Chemnitz in Auftrag gegebenen Rekonstruktion der von Henry van de Velde entworfenen Möbelbezugsstoffe für die Villa Esche in Chemnitz beteiligt.
Eva Humbug war von 1968 bis 1990 Mitglied der Sektion Formgestaltung/Kunsthandwerk des Verbands Bildender Künstler der DDR. Ab 1973 gehörte sie dem zuständigen Gutachterausschuss für Dessinierung beim Amt für Industrielle Formgestaltung an.

## Öffentliche Sammlungen mit Arbeiten Eva Humburgs (unvollständig)
- Chemnitz: Textil- und Kunstgewerbesammlung der Kunstsammlungen Chemnitz
- Weil am Rhein: Vitra Design Museum

## Von Eva Humburg entworfene Dessins (Auswahl)
- Serie Baabe (leinwandbindiges Gewebe aus Wolpryla; 1977/1978 auf der VIII. Kunstausstellung der DDR)
- Serie Linz (leinwandbindiges Gewebe aus Wolpryla; 1977/1978 auf der VIII. Kunstausstellung der DDR)

## Einzelausstellungen (mutmaßlich unvollständig)
- postum 2019: Braunsdorf, Historische Schauweberei („Im Garten der Fäden“; mit Sigrid Kölbel)[3]